# 로컬 네이티브스
로컬 네이티브스(Local Natives)는 미국 캘리포니아주 로스앤젤레스 실버레이크에 기반을 둔 미국의 인디 록 밴드이다.